# Исраилова, Танзила Рамзановна
Танзи́ла Рамза́новна Исраи́лова (род. 8 июня 2006) — российская горнолыжница, чемпионка России, мастер спорта России.

## Карьера
Чеченка. Представляет Республику Башкортостан. Специализируется на слаломе и слаломе-гиганте. Выступает за спортивную школу олимпийского резерва по горнолыжному спорту и сноуборду Башкортостана.
С 2022 года начала выступать на чемпионатах страны. В конце 2024 года одержала несколько побед на этапах Кубка страны.
В феврале 2025 года на чемпионате страны на курорте «Манжерок» (Майминский район, Республика Алтай) показала лучшее время в каждой из двух дисциплин (итоговый результат 2:28,08) и стала чемпионкой страны.